# 호세 안토니오 레예스
호세 안토니오 레예스 칼데론(스페인어: José Antonio Reyes Calderón; 1983년 9월 1일 ~ 2019년 6월 1일)은 스페인의 프로 축구 선수였으며, 주로 좌측 미드필더로 활약하나, 공격수이기도 하였다. 2019년 6월 1일 충격적인 교통사고로 세상을 떠났다.
그는 불과 16세의 나이에 세비야에서 프로 신고식을 치렀고, 20세의 나이에 잉글랜드의 아스널에 입단했다. 2년 후, 그는 스페인 무대에 복귀해 마드리드의 양대 거함인 레알과 아틀레티코 마드리드 선수단의 일원이 되었다. 그는 포르투갈의 벤피카로 단기간 임대를 떠나기도 했으며, 말년에 세비야로 복귀해 UEFA 유로파리그 3연패에 일조했다.
레예스는 스페인 국가대표팀 일원으로 21경기에 출전했고, 2006년 FIFA 월드컵에 자국을 대표로 출전하기도 했다.

## 클럽 경력

### 초기 경력
안달루시아 지방 세비야 주 우트레라에서 스페인계 롬족 (히타노스) 부모님 사이에서 난 레예스는 10세의 나이에 세비야의 유소년부에 입단해 모든 연령대의 유소년부를 거쳤다.
1999년, 레예스는 성인 계약을 맺고 1999-2000 시즌, 불과 16세의 나이에 사라고사와의 경기에서 1군 데뷔전을 치렀으며, UEFA U-17 축구 선수권 대회에 참가할 스페인 국가대표팀에 이후 차출되었다. 안달루시아 연고의 구단이 세군다 디비시온으로 강등되었을 때, 그는 또다시 1번의 1군 출장 기회를 얻었다.
세비야의 승격 후, 레예스는 다재다능한 공격 자원으로 거듭났고, 4시즌 동안 펼친 공식 경기에 25골을 기록한 그는 타 구단의 관심을 끌었다.

### 아스널
호아킨 카파로스 세비야 감독은 레예스의 잔류를 희망했지만, 그는 2003-04 시즌에 1월 이적 시장을 통해 잉글랜드의 아스널로 건너갔다. 이적료는 기본적으로 £10.5M으로 책정되었는데, 아스널에서의 성과에 따라 이적료가 상향할 수 있도록 조항이 들어가 있었고, 최종적으로 이적료는 £17M으로 책정되었다.
2004년 2월 1일, 그는 2-1로 이긴 맨체스터 시티와의 경기에서 신고식을 치렀고, 그로부터 이틀 후에는 미들즈브러와의 풋볼 리그 컵 경기에서 자책골을 기록했다. 그 달 말, 그는 첼시와의 FA컵 경기에서 2번 골망을 갈라 승리를 견인했다. 그는 UEFA 챔피언스리그 8강전에서 후자의 같은 상대를 재회했을 때에도 골문을 열었고, 막판 2경기에 골을 신고하면서 프리미어리그에서 아스널의 무패 행진을 이어나갈 수 있게 했다.
레예스는 2004년 여름 친선경기에서 해트트릭을 통해 자신의 능력이 향상했음을 증명했고, 2004-05 시즌 초에 아스널의 인상적인 행보에 큰 영향을 끼쳤는데, 처음 6경기에 연속으로 1골씩 득점했다. 그러나, 시즌이 중반으로 이어지면서 아스널이 올드 트래퍼드에서 맨체스터 유나이티드에 패한 이래로 고전하기 시작했고, 그의 성과는 대체로 꾸준하지 못했다.
2005년 초, 레예스는 부모님인 마리와 프란시스코는 물론 형제인 헤수스와 잉글랜드에 동거했지만, 아스널에서 향수병을 앓는 것으로 밝혀졌다. 2005년 2월 카데나 COPE가 장난전화를 걸었는데, 송신자는 에밀리오 부트라게뇨 레알 마드리드 단장을 사칭하여 회장을 대변해 전화를 걸었다고 말하며 선수의 요원을 바꿔 달라고 요청하고, 이적 협상의 가능성에 대해 상의했다. 이어지는 대화에서, 수신자 측은 런던에서의 삶이 생각한 것과 많이 다르며 스페인으로 둥지를 도로 옮기는 것이 좋겠다고 말한 것으로 알려졌다. 그는 아스널에 "나쁜 사람"이 있었기에 떠나고 싶다고 말한 것으로 추정되었다.
2005년 5월 21일, 레예스는 (케빈 모란에 이어) FA컵 결승전에서 퇴장당한 두 번째 선수로 기록되었는데, 그는 맨체스터 유나이티드를 상대로 연장전 막판에 2번째 경고를 받았지만, 아스널은 경기를 승부차기 끝에 이겼다. 그는 하이버리에서 떠날 의혹을 잠시나마 풀었는데, 그는 6년짜리 새 계약서에 서명하고 "구단에서 더 많은 성공의 나날을 보내기를 기대합니다"라고 말했다.
레예스는 2005-06년 UEFA 챔피언스리그에서 포병대의 일원의 주축으로 활약했는데, 레알 마드리드, 유벤투스, 그리고 비야레알 등을 상대로 출전했고, 1-2로 아스널이 패한 바르셀로나와의 결승전에서는 교체로 들어가 뛰었다. 그러나, 2006년 8월, 그는 디나모 자그레브와의 UEFA 챔피언스리그 예선전에 출전하지 않을 의사를 나타냈는데, 이는 레알 마드리드로의 이적을 '대회 귀속' 상태에서 성사해 일을 복잡하게 하고 싶지 않았기 때문이었다. 아르센 벵어 구단 감독은 그의 이적을 허락했고, 불거진 이적 의혹을 합의로 결말을 맺었다.

### 레알 마드리드
레예스는 2006년 여름 아스널 동료 세스크 파브레가스와 함께 레알 마드리드로의 이적 소문이 났는데, 아르투로 발다사노 회장 후보가 자신이 당선되면 두 선수를 영입하겠다고 공약을 냈기 때문이었다. 아스널은 공식 웹사이트에 2편의 설명문을 발표해 언론의 보도에 불쾌감을 표했지만, 스페인의 언론에 보도된 레예스의 주장은 이를 반박했다. 결국 인내심에 한계를 느낀 벵어 감독은 스페인의 언론과 요원들을 동원해 선수를 흔들어 놓은 것이 처음이 아니다며 선수의 이적을 유도한 레알 마드리드의 시도에 신경질적으로 반응했다. 2006년 여름 이적 시장의 마감을 앞두고, 양 구단은 브라질의 국가대표 줄리우 바프티스타와 1년 임대 계약 형식으로 교환하기로 합의하면서 협상이 마무리되었다.
2006년 9월 17일, 레예스는 2-0으로 이긴 레알 소시에다드와의 안방 경기에서 프리킥으로 레알 마드리드에서의 첫 골을 기록했다. 경기 후 데이비드 베컴과 호베르투 카를루스의 이적으로 집중 조명을 받은 시즌 최종전에서 레예스는 부상당한 베컴을 대신해 들어가 2번 골망을 가르고 마요르카와의 경기에서 역전승을 선사해 라 리가 우승에 큰 공을 세웠다.
2007년 7월 8일 헤타페로부터 베언트 슈스터 감독이 신임 레알 마드리드 감독으로 취임하면서, 레예스의 완전 이적 및 스페인 무대 공식 복귀의 가능성이 높아졌다.

### 아틀레티코 마드리드

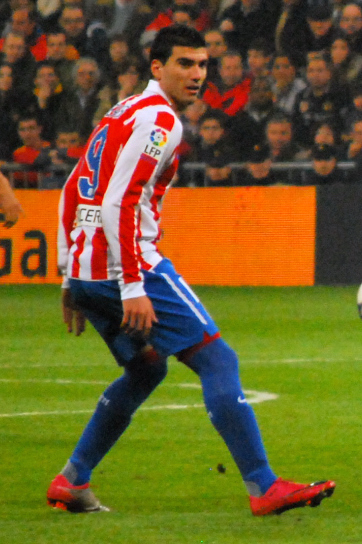
2011년, 아틀레티코 마드리드의 레예스

그러나, 7월 29일 같은 연고지의 숙적 아틀레티코 마드리드가 선수의 영입이 임박했다는 기사가 보도되었다. 몇 시간 후, 벵어 감독은 레예스가 즉시 구단을 떠날 것이며, 조만간 상세한 발표를 할 것이라고 덧붙였다. 7월 30일, 그는 의료 검진을 통과한 후 4년짜리 계약서에 서명했고, 이적료는 €12M으로 알려졌다. 그는 라치오와의 암스테르담 토너먼트 (같은 대회에서 아스널 시절에 2004년 대회에 참가했을 당시에는 대회 최우수 선수로도 선정되었다.) 새 구단의 신고식을 치렀고, 득점을 올리고 도움도 한 번 하여 3-1 승리에 일조했다. 매트릭스 제작자들 일원으로 뛴 1년차 참담했는데, 그는 막시 로드리게스와 시망 사브로자에 밀린 경우가 대부분이었고, 26번의 리그 경기에 나서 한 골도 득점하지 못했다.
2008년 8월 8일, 벤피카가 1년 임대로 레예스를 영입했는데, 포르투갈 구단은 그의 지분 25%에 해당하는 €2.65를 사들였고, 비공개 이적료에 나머지 75%의 지분도 인수할 권한도 가져갔다. 2008년 9월 28일, 그는 같은 연고지의 숙적인 스포르팅 리스본을 상대로 리스본 연고 구단에서의 첫 골을 신고했다: 레예스와 파블로 아이마르와의 협력을 통해 공을 넘겨받은 그는 깔끔히 마무리를 지었다. 며칠 후, 그는 나폴리와의 UEFA컵 1라운드 경기에서 벤피카의 2-0 안방 승리를 도왔고, 벤피카는 합계 4-3 승리를 거두었다.
레예스의 복귀는 키케 산체스 플로레스 감독과의 재결합으로 더욱 성공적이었는데, 그는 앞서 전 시즌에 벤피카에서 그 감독과 동행했었다. 2010년 1월 9일, 그는 2년도 넘은 세월이 흐르고서야 스페인 무대의 공식 경기에서 오랜만에 골맛을 보았는데, 레알 바야돌리드와의 이 경기는 그의 장거리 골을 포함해 4골로 4-0 승리를 거두었고, 당시 막시와의 주전 경쟁에서 우위를 점해 시망과 양쪽 측면을 맡았다. 2010년 2월 14일, 그는 2-1로 이긴 바르셀로나와의 경기에서 우수한 성과를 내 최우수 선수로 선정되었는데, 디에고 포를란의 선제골을 도왔는데, 이 경기는 바르셀로나가 우승하는 과정에 당한 유일한 패배였었다. 나흘 후인 갈라타사라이와의 UEFA 유로파리그 경기에서도 22분에 우측 측면 페널티 구역 밖에 넘어진 뒤 프리킥으로 깔끔하게 골을 성공시켜, 안방 경기를 1-1 무승부로 끝냈다. (합계 3-2 승) 3월 28일, 그는 전 소속 구단과의 마드리드 더비 경기에서 페널티 구역 안에서 왼발로 감기게 공을 차넣었지만, 2-3으로 패했다.
2010년 8월 27일, 레예스는 인테르나치오날레와의 2010년 UEFA 슈퍼컵 경기에서아르헨티나의 세르히오 아궤로와 1대2 기술로 선제골을 넣어 2-0 승리를 견인했다. 리그 시즌 1호골은 1-4로 패한 에르쿨레스와의 2011년 1월 9일 경기에서 나왔는데, 이후 득점 행진을 시작해 발렌시아, 친정 세비야, 그리고 비야레알 과의 2월에서 3월까지 잡힌 경기에 득점을 기록했다.
레예스는 2011-12 시즌에 구단의 주축 선수로 거듭났다. 2011년 7월 28일, 그는 2-1로 이긴 스트룀스고세와의 UEFA 유로파리그 경기에서 2골을 넣어 승리를 견인했다. 1주일 뒤에 치른 2차전에서도 득점을 신고했고, 아드리안 로페스의 골을 도와 적지에서 2-0 승리의 주역이 되었다. 그러나, 플로레스 감독 임기에 꾸준한 모습을 계속 보여주는데 애로가 있었고, 0-3으로 패한 아틀레틱 빌바오와의 경기에서 그레고리오 만사노 신임 감독이 교체로 경기장 밖으로 불러내어 갈등을 빚으면서, 그의 출전 시간은 계속해서 줄어들었다.

### 세비야 복귀

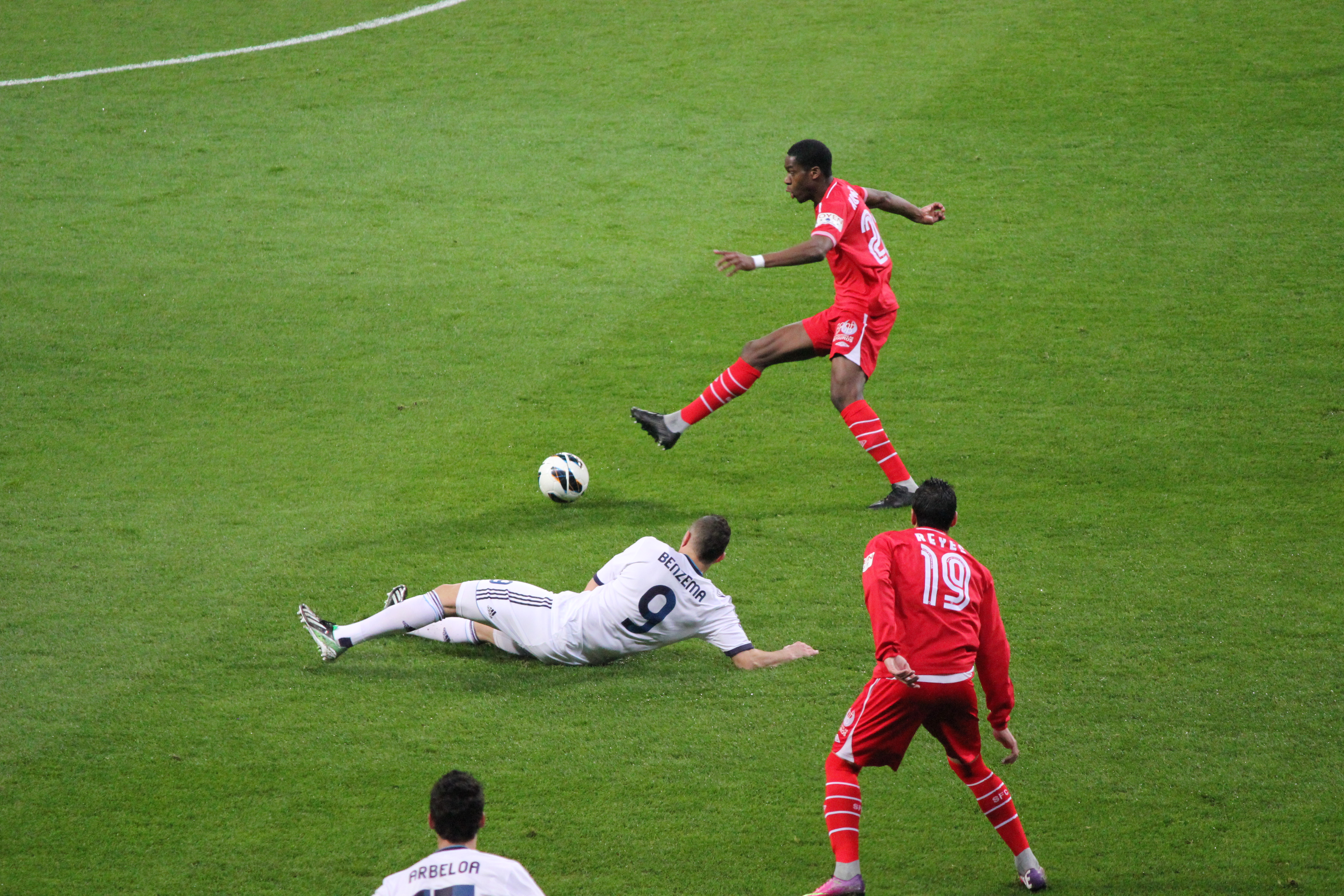
2013년, 세비야의 레예스 (적색 유니폼, 19번)

2012년 1월 5일, 세비야는 레예스의 영입을 발표했는데, 그는 2015년 6월까지 유효한 계약을 맺었다. 계약 사흘 후, 1-2로 진 라요 바예카노와의 원정 경기에 선발로 출전해 친정 복귀전을 치렀고, 5-2로 이긴 같은 상대와의 안방 경기에서 시즌의 처음이자 마지막 골에 성공했다. 그 다음 시즌의 첫 골은 2012년 11월 18일, 베티스와의 세비야 더비 경기에서 나왔는데, 레예스는 이 경기에서 전반에 2번 골망을 갈랐고, 이 중 첫 골은 경기 시작 11초만에 터졌다.
레예스는 2013-14 시즌에 세비야가 UEFA 유로파리그 정상에 오르는 과정에 12번의 대회 경기에 출전했고, 이 중 같은 연고지의 숙적인 베티스와의 16강 2차전에 승리할 때에 그도 출전했었다. 2015년 5월 27일, 그의 세비야 고별전이 될 것으로 예상되는 같은 대회의 다음 시즌 결승전에서 레예스는 주장 완장을 차고 카를로스 바카의 2골을 도왔고, 바르샤바에서 치른 드니프로 드니프로페트로우스크와의 이 경기는 3-2 역전승으로 마무리되었다. 그러나, 그는 트빌리시에서 벌어진 바르셀로나와의 그해 UEFA 슈퍼컵 경기에서도 주장직을 계속 밭았고, 1-4에서 밀리는 와중에 한 골을 넣어 경기를 연장으로 끌고 갔지만, 경기를 뒤집는 데에는 실패했다.
레예스는 세비야가 코파 델 레이 결승전에 진출하는 과정에서 2골을 넣었는데, 한 골은 4-0으로 이긴 베티스와의 16강전에서 기록했다. 그는 충수염으로 수술을 받으면서 리그 최종전 경기에 결장했고, 2016년 6월 1일, 32세의 레예스는 계약이 만료되는 대로 세비야를 떠날 것임이 밝혀졌다.

### 에스파뇰
2016년 6월 28일, 레예스는 에스파뇰과 2년 계약을 맺고 플로레스 감독과 재회했다. 그는 8월 20일, 4-6으로 진 전 소속 구단 세비야와의 시즌 개막 원정 경기에서 21분을 출전하며 신고식을 치렀다.
2016년 11월 29일, 1-1로 비긴 알코르콘과의 코파 델 레이 32강 1차전에서 교체로 들어가 짧은 시간을 뛰었는데, 이 경기에서 앵무새 군단의 일원으로 첫 골을 기록했다. 2017년 1월 21일, 그는 RCDE 경기장에서 열린 그라나다와의 경기에서 선발로 출전해 골문을 열어 리그에서도 골을 기록했다.

## 국가대표팀 경력
2003년 9월 6일, 레예스는 기마랑이스에서 3-0으로 이긴 포르투갈과의 친선경기에서 후반 시작과 함께 교체로 들어가 스페인 성인 국가대표팀 경기에 처음으로 출전했다. 10월 11일, 그는 아르메니아와의 UEFA 유로 2004 예선전 경기에서도 교체로 출전했는데, 이번에는 비센테를 대신해 들어가 막판 3분에 2골을 넣어 4-0 승리를 견인했지만, 이냐키 사에스의 최종 명단에는 이름을 올리지 못했다.
2년 후, 레예스는 2006년 FIFA 월드컵에 참가할 선수단 일원이 되었지만, 스페인이 출전한 4번의 경기 중 조 선두로 16강 진출이 확정된 가운데 치른 사우디아라비아와의 1번의 경기에 출전해 1-0 승리를 맛보는데 그쳤다. 그는 나중에 우승을 차지할 UEFA 유로 2008에도 루이스 아라고네스 감독이 측면 미드필더로 다비드 실바와 산티 카솔라를 최종 명단에 넣으면서 대회에 참가하지 못했다.
레예스는 안달루시아 자치대표팀 경기에 한 번 출전한 적이 있다.

## 경력 통계

### 클럽
| 클럽                 | 시즌      | 리그              | 리그 | 리그 | 컵   | 컵 | 리그컵 | 리그컵 | 대륙 | 대륙 | 기타 | 기타 | 합계 | 합계 |
| 클럽                 | 시즌      | 단계              | 출장 | 골   | 출장 | 골 | 출장   | 골     | 출장 | 골   | 출장 | 골   | 출장 | 골   |
| -------------------- | --------- | ----------------- | ---- | ---- | ---- | -- | ------ | ------ | ---- | ---- | ---- | ---- | ---- | ---- |
| 세비야 B             | 1999–2000 | 세군다 디비시온 B | 32   | 1    | —    | —  | —      | —      | —    | —    | —    | —    | 32   | 1    |
| 세비야               | 1999–2000 | 라 리가           | 1    | 0    | 0    | 0  | —      | —      | —    | —    | —    | —    | 1    | 0    |
| 세비야               | 2000–01   | 세군다 디비시온   | 1    | 0    | 1    | 0  | —      | —      | —    | —    | —    | —    | 2    | 0    |
| 세비야               | 2001–02   | 라 리가           | 29   | 8    | 1    | 0  | —      | —      | —    | —    | —    | —    | 30   | 8    |
| 세비야               | 2002–03   | 라 리가           | 34   | 9    | 4    | 2  | —      | —      | —    | —    | —    | —    | 38   | 11   |
| 세비야               | 2003–04   | 라 리가           | 21   | 5    | 4    | 1  | —      | —      | —    | —    | —    | —    | 25   | 6    |
| 세비야               | 합계      | 합계              | 86   | 22   | 10   | 3  | —      | —      | —    | —    | —    | —    | 96   | 25   |
| 아스널               | 2003–04   | 프리미어리그      | 13   | 2    | 4    | 2  | 0      | 0      | 4    | 1    | —    | —    | 21   | 5    |
| 아스널               | 2004–05   | 프리미어리그      | 30   | 9    | 6    | 1  | 0      | 0      | 8    | 1    | 1    | 1    | 45   | 12   |
| 아스널               | 2005–06   | 프리미어리그      | 26   | 5    | 5    | 1  | 0      | 0      | 12   | 0    | 1    | 0    | 44   | 6    |
| 아스널               | 합계      | 합계              | 69   | 16   | 15   | 4  | 0      | 0      | 24   | 2    | 2    | 1    | 110  | 23   |
| 레알 마드리드 (임대) | 2006–07   | 라 리가           | 30   | 6    | 4    | 0  | —      | —      | 4    | 1    | —    | —    | 38   | 7    |
| 아틀레티코 마드리드  | 2007–08   | 라 리가           | 26   | 0    | 5    | 0  | —      | —      | 6    | 0    | —    | —    | 37   | 0    |
| 아틀레티코 마드리드  | 2009–10   | 라 리가           | 30   | 2    | 9    | 1  | —      | —      | 14   | 1    | —    | —    | 53   | 4    |
| 아틀레티코 마드리드  | 2010–11   | 라 리가           | 34   | 6    | 5    | 0  | —      | —      | 4    | 0    | 1    | 1    | 44   | 7    |
| 아틀레티코 마드리드  | 2011–12   | 라 리가           | 13   | 0    | 0    | 0  | —      | —      | 7    | 3    | —    | —    | 20   | 3    |
| 아틀레티코 마드리드  | 합계      | 합계              | 104  | 8    | 19   | 1  | —      | —      | 31   | 4    | 1    | 1    | 155  | 14   |
| 벤피카 (임대)        | 2008–09   | 프리메이라리가    | 24   | 4    | 2    | 0  | 4      | 1      | 5    | 1    | —    | —    | 35   | 6    |
| 세비야               | 2011–12   | 라 리가           | 19   | 1    | 1    | 0  | —      | —      | —    | —    | —    | —    | 20   | 1    |
| 세비야               | 2012–13   | 라 리가           | 26   | 4    | 6    | 0  | —      | —      | —    | —    | —    | —    | 32   | 4    |
| 세비야               | 2013–14   | 라 리가           | 21   | 0    | 1    | 0  | —      | —      | 12   | 2    | —    | —    | 34   | 2    |
| 세비야               | 2014–15   | 라 리가           | 19   | 3    | 4    | 1  | —      | —      | 13   | 1    | 1    | 0    | 37   | 5    |
| 세비야               | 2015–16   | 라 리가           | 24   | 1    | 5    | 2  | —      | —      | 4    | 0    | 1    | 0    | 34   | 3    |
| 세비야               | 합계      | 합계              | 109  | 9    | 17   | 3  | —      | —      | 29   | 3    | 2    | 0    | 157  | 15   |
| 에스파뇰             | 2016–17   | 라 리가           | 21   | 3    | 2    | 1  | —      | —      | —    | —    | —    | —    | 23   | 4    |
| 코르도바             | 2017–18   | 세군다 디비시온   | 17   | 1    | 0    | 0  | —      | —      | —    | —    | —    | —    | 17   | 1    |
| 신장 톈산 쉐바오     | 2018      | 중국 갑급리그     | 14   | 4    | 0    | 0  | —      | —      | —    | —    | —    | —    | 14   | 4    |
| 엑스트레마두라       | 2018–19   | 세군다 디비시온   | 9    | 0    | 0    | 0  | —      | —      | —    | —    | —    | —    | 9    | 0    |
| 경력 합계            | 경력 합계 | 경력 합계         | 515  | 74   | 69   | 12 | 4      | 1      | 93   | 11   | 5    | 2    | 686  | 100  |

1. 1 2 3 4  UEFA 챔피언스리그 출전 경기 포함
2. 1 2  FA 커뮤니티 실드 출전 경기 포함
3. 1 2  UEFA컵출전 경기 포함
4. ↑  UEFA 챔피언스리그 및 UEFA 유로파리그 출전 경기 포함
5. 1 2 3 4  UEFA 유로파리그 출전 경기 포함
6. 1 2  UEFA 슈퍼컵 출전 경기 포함

### 국가대표팀
| 스페인 국가대표팀 | 스페인 국가대표팀 | 스페인 국가대표팀 |
| 연도              | 출장              | 골                |
| ----------------- | ----------------- | ----------------- |
| 2003              | 4                 | 2                 |
| 2004              | 6                 | 0                 |
| 2005              | 5                 | 0                 |
| 2006              | 6                 | 2                 |
| 합계              | 21                | 4                 |

### 국가대표팀 득점 기록
아래의 점수에서 왼쪽의 점수가 스페인의 점수이다.
| #  | 날짜             | 장소                                   | 상대         | 점수 | 결과 | 대회                  |
| -- | ---------------- | -------------------------------------- | ------------ | ---- | ---- | --------------------- |
| 1. | 2003년 10월 11일 | 바즈겐 사르키샨, 예레반, 아르메니아    | 아르메니아   | 3–0  | 4–0  | UEFA 유로 2004 예선전 |
| 2. | 2003년 10월 11일 | 바즈겐 사르키샨, 예레반, 아르메니아    | 아르메니아   | 4–0  | 4–0  | UEFA 유로 2004 예선전 |
| 3. | 2006년 3월 1일   | 누에보 호세 소리야, 바야돌리드, 스페인 | 코트디부아르 | 2–1  | 3–2  | 친선경기              |
| 4. | 2006년 6월 3일   | 마누엘 마르티네스 발레로, 엘체, 스페인 | 이집트       | 2–0  | 2–0  | 친선경기              |

## 수상

### 클럽
세비야
- UEFA 유로파리그: 2013–14, 2014–15, 2015–16[1][35]
- 세군다 디비시온: 2000–01

아스널
- 프리미어리그: 2003–04
- FA컵: 2004–05
- FA 커뮤니티 실드: 2004

레알 마드리드
- 라 리가: 2006–07

아틀레티코 마드리드
- UEFA 유로파리그: 2009–10, 2011–12[1]
- UEFA 슈퍼컵: 2010
- UEFA 인터토토컵: 2007

벤피카
- 타사 다 리가: 2008–09

### 국가대표팀
스페인 U-19
- UEFA U-19 축구 선수권 대회: 2002

### 개인
- 프리미어리그 이달의 선수상: 2004년 8월[56]